# 功勋勋章 (普鲁士)
功勋勋章（法語：Pour le Mérite），俗称蓝马克斯勋章（英语：Blue Max），普鲁士军队最高勋章。或稱德意志普魯士「大藍徽十字勳章」。

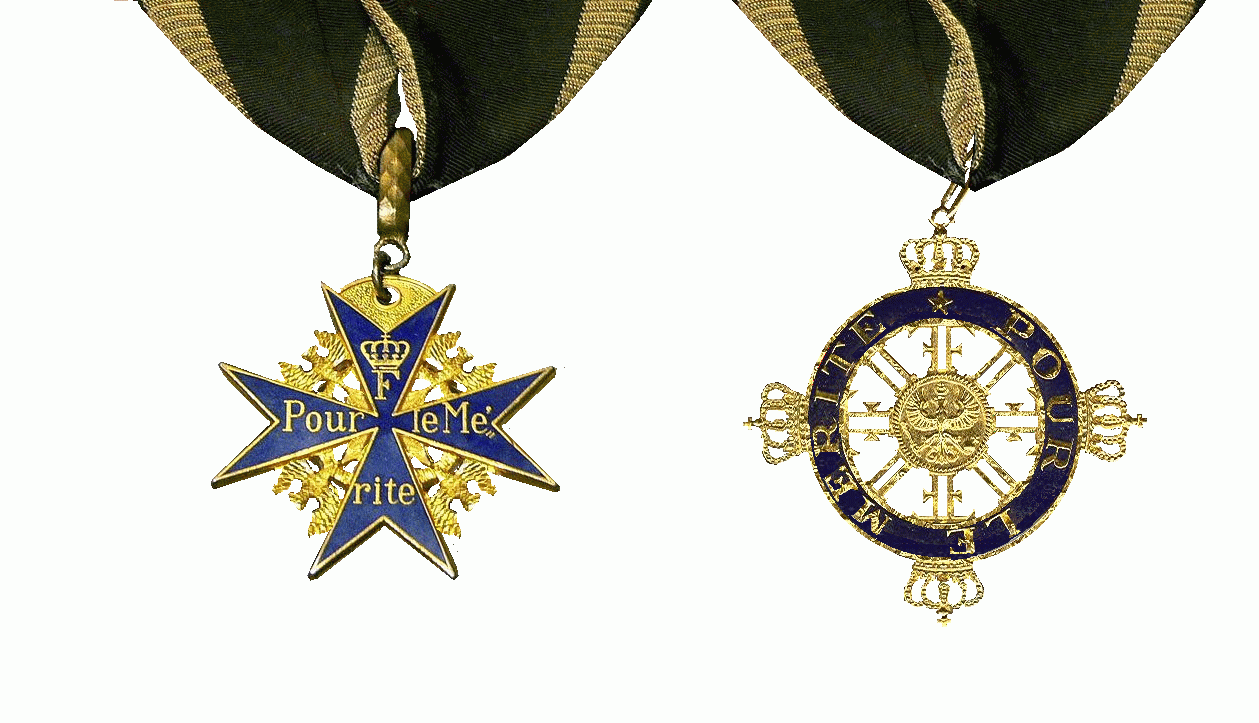
蓝马克斯勋章，區分「軍功」、「和平」2類

1667年5月12日，勃蘭登堡選帝侯兼普魯士公爵腓特烈·威廉（腓特烈大帝的曾祖父）创立该勋章，因為當時普魯士宮廷的官方語言為法语，所以命名为“Ordre de la Générosité”（慷慨勋章）。1740年6月6日，腓特烈二世将其更名为“Pour le Mérite”勋章（意为“功勋勋章”）。它将被授予在即将于西里西亚领土上爆发的战争中立下卓越功绩的王室成员。
在1740年至1810年间，该勋章用于对军事和民政杰出功绩者的表彰。1810年后，腓特烈·威廉三世规定功勋勋章只能授予军事方面的突出贡献者。如果獲得者有更英勇的表現，勛章上則會加上橡樹葉飾作為更高一級的獎勵。整個獎章配以帶3條銀色條紋的黑色勳帶。1844年7月14日，腓特烈·威廉四世又在獲勳超過50年者的勛章上加上了皇冠。到了1866年，作為軍隊最高統帥的威廉一世又創立了功勛勛章上的大十字（形狀近似「马耳他十字」）。
隨著1918年11月普魯士君主制的結束，軍事類勳章停止頒布。德國作家恩斯特·榮格於1998 年去世，他是最後一位在世的軍事類勳章得主。
腓特烈·威廉四世國王於1842年設立了一個獎勵科學、人文和藝術成就的民事勳章。該民事勳章於1923年作為一個獨立組織復興，德國總統取代普魯士國王擔任騎士團的首腦。 第二次世界大戰後，民事勳章於1952年重新建立。這個版本的功勋勋章仍然被使用。

## 军事勋章
军事版功勋勋章於1740年由普魯士國王腓特烈二世創立。它以法語命名，法語是主要的國際語言，也是腓特烈宮廷最喜歡的語言。儘管19世紀民族主義浪潮高漲，法國人和德國人之間的敵意日益加劇，但法國名字仍然保留下來，而且事實上，許多獲獎者都因在對抗法國的戰爭中所做出的貢獻而受到表彰。軍事獎章的徽章是藍色的馬耳他十字，雙臂之間有金鷹（基於約翰尼特勳章的象徵）和普魯士皇家勳飾以及“Pour le Mérite”字樣。用金字寫在十字架上。絲帶是黑色的，邊緣有銀白色的條紋。直到1810年，該勋章僅由一個級別組成，包括民事和軍事級別。只有少數平民獲得了榮譽：皮埃爾·路易·莫佩爾蒂（1747）、弗朗切斯科·阿爾加羅蒂（1747）和伏爾泰（1750）。
1810年1月，拿破崙戰爭期間，國王腓特烈·威廉三世頒布法令，該獎項只能頒發給現役軍官。1813年3月，國王又增加了一個額外的標誌，即在十字架上方附上一朵鍍金橡樹葉。橡葉勳章最初象徵著戰鬥中的非凡成就，通常是為高級軍官保留的。
第一次大战中，一名飞行员想要获得一枚功勋勋章，必须取得8次空战胜利的战绩。1916年1月12日，馬克斯·英麥曼成为首位获得功勋勋章的军人。从此，这枚勋章被非正式地称为「蓝马克斯勋章」。到1917年1月，获得勋章的条件上升到了16场空战胜利。曼弗雷德·馮·里希特霍芬（綽號紅男爵）是唯一一位在此苛刻条件下取得蓝色马克斯的飞行员。1916年6月，赖因哈德·舍尔海军上将因日德兰海战中的突出表现，亦被授予功勋勋章。后来成为纳粹德国二号人物的赫尔曼·戈林也获得过此勋章。功勋勋章也授予击毁了190,000吨敌对船只的U艇艇长们。海军上尉瓦尔特·施威格就获得了一枚。此外在二次大戰中人稱沙漠之狐的埃尔温·隆美尔，也曾在一次大戰中成為此勳章的獲獎人。

## 民事勋章
1842年，普魯士國王腓特烈·威廉四世任命亞歷山大·馮·洪堡為功勳勳章总管，有權向這一新的公民階層推薦候選人（科學與藝術功績勳章），其中有三个學科：人文科學、自然科學與美術藝術。
1918年11月，普魯士王國被廢除，該國對功勳勳章的發放也隨之結束。然而與軍事勳章不同的是，藝術和科學成就勳章的等級並沒有結束。成員們將其秩序重新建立為一個自治組織，並修訂了提名規則和流程。
1923年恢復授予新會員資格。獲獎者包括阿爾伯特·愛因斯坦（1923年）、凱綏·柯勒惠支（1929年）和恩斯特·巴拉赫（1933年）。
德國國家社會主義時期（1933-45年），該勳章被重新納入國家榮譽體系，其成員名單根據新政府的政策進行了審查和修訂。許多猶太人和其他被認為是國家的異議人士或「敵人」的人被納粹政權剝奪了他們的獎項。其中包括愛因斯坦（他於1933年辭去該組織的會員資格，並拒絕在戰後續約的邀請）、柯勒惠支和巴拉赫。這些行動後來遭到該命令和戰後德國政府的否認。
1952年，在西德總統西奧多·豪斯的協助下，勳章再次重建——現在是一個獲得國家承認的獨立組織，德意志聯邦共和國總統擔任該勳章的保護者。
恢復後的民事功勳勳章旨在獎勵藝術和科學方面的成就。活躍會員僅限40名德國公民，其中人文、自然科學、醫學和藝術領域各10名。榮譽會員可授予外國人，同樣限額為40人。當出現空缺時，剩餘會員將選出新的會員。

## 相關
影劇

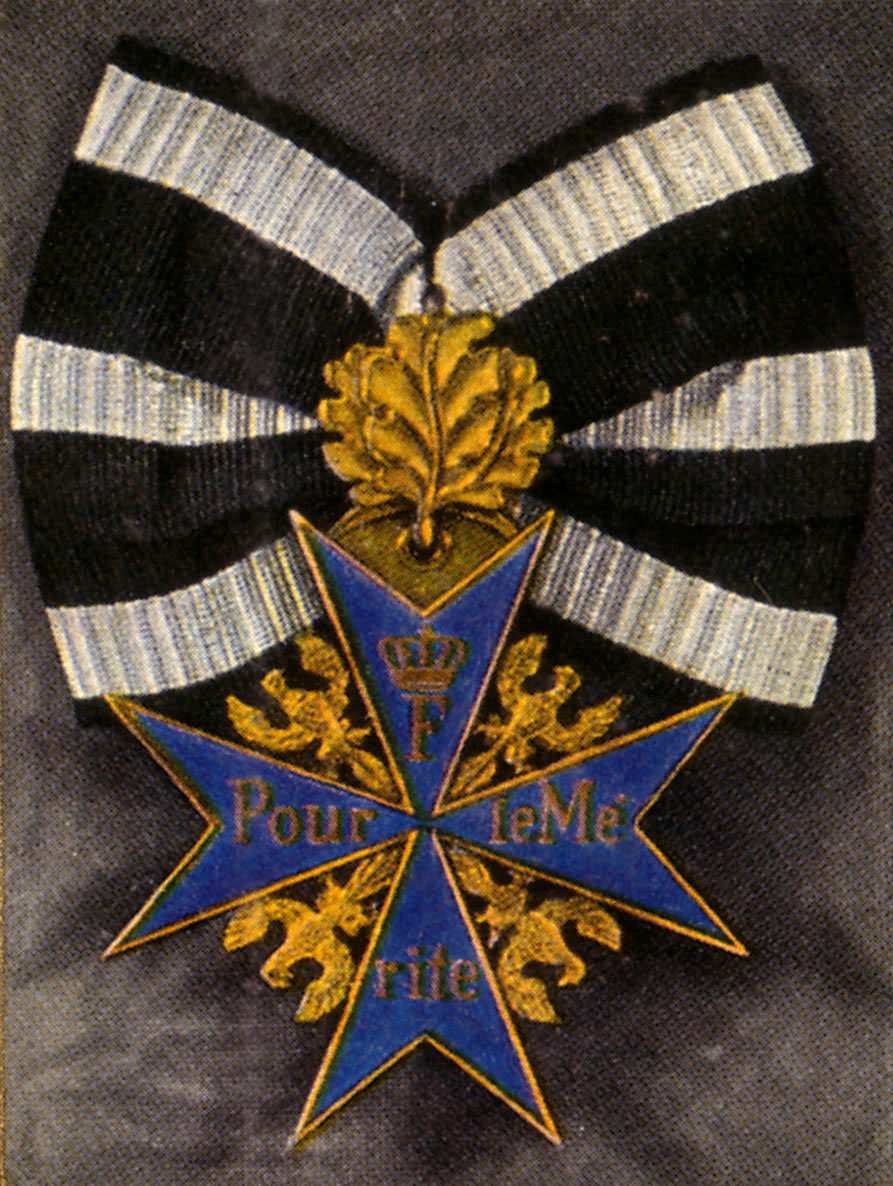
帶橡樹葉功勋勋章

- 1966年電影《藍徽特攻隊》（The Blue Max）

外型相似徽章
- 奧倫治-拿騷勳章（荷兰语：Orde van Oranje-Nassau）（荷蘭女王）
- 聖米迦勒及聖喬治勳章（英国君主）

普魯士-德國勳章
- 鐵十字勳章
- 德意志十字勳章
- 黑鷹勳章
- 紅鷹勳章
- 戰功十字勳章

## 引用
1. ↑  van Wyngarden Early German Aces, p.30
2. ↑  Hieronymussen, Orders and Decorations of Europe in Color, p.171
3. ↑  .   [2014-04-14]. （原始内容存档于2014-04-15）.
4. ↑   (36529). 9 August 1901: 3. Friday